# Cyphocharax laticlavius
Cyphocharax laticlavius är en fiskart som beskrevs av Richard P. Vari och Blackledge, 1996. Cyphocharax laticlavius ingår i släktet Cyphocharax och familjen Curimatidae. Inga underarter finns listade i Catalogue of Life.